# Шкедень
Шкедень (словен. Škedenj) — поселення в общині Словенське Коніце, Савинський регіон, Словенія. Висота над рівнем моря: 336,2 м.